# Unbeschränkte und beschränkte Steuerpflicht (Deutschland)
Das Begriffspaar unbeschränkte bzw. beschränkte Steuerpflicht bezeichnet den Umfang, in dem Einkommen oder Vermögen einer Person besteuert werden.

## Einkommensteuer

### Unbeschränkte Einkommensteuerpflicht
Bei unbeschränkt Steuerpflichtigen (sog. Steuerinländern) unterliegt das Welteinkommen des Steuerpflichtigen der Einkommensteuerpflicht.
Unbeschränkt einkommensteuerpflichtig sind gemäß § 1 Einkommensteuergesetz
- natürliche Personen, die in Deutschland einen Wohnsitz oder ihren gewöhnlichen Aufenthalt haben
- deutsche Auslandsbedienstete, einschließlich ihrer Angehörigen, die aus einer öffentlichen Kasse entlohnt werden

Auf Antrag werden natürliche Personen als unbeschränkt steuerpflichtig behandelt, wenn sie zwar nicht in Deutschland leben, aber ihre Einkünfte zu mindestens 90 Prozent der deutschen Einkommensteuer unterliegen oder ihre ausländischen Einkünfte nicht über dem Grundfreibetrag liegen.
Besteuert ein anderes Land dieselben Einkünfte (Doppelbesteuerung), sieht § 34 c Abs. 1 EStG vor, dass die ausländische Steuer auf diese Einkünfte unter den dort genannten Voraussetzungen auf die deutsche Einkommensteuer angerechnet wird, soweit die Doppelbelastung nicht durch ein Doppelbesteuerungsabkommen verhindert wird.

### Beschränkte Einkommensteuerpflicht
Beschränkt steuerpflichtig ist, wer in Deutschland Einkünfte erzielt, aber weder einen Wohnsitz noch seinen gewöhnlichen Aufenthalt in Deutschland hat (§ 49 EStG). Doppelbesteuerungsabkommen sind zu beachten.
Nach früherem Recht unterlagen die beschränkt steuerpflichtigen Einkünfte einer Mindeststeuer von 25 % sowie weitgehender Beschränkungen bei der Berücksichtigung von Betriebsausgaben und Werbungskosten. Seit 2008 ist die Mindestbesteuerung weggefallen und Betriebsausgaben sowie Werbungskosten sind zu berücksichtigen, wenn sie mit den inländischen Einkünften in wirtschaftlichem Zusammenhang stehen. Sonderausgaben sind weiterhin vom Abzug ausgeschlossen. Die Besteuerung erfolgt nunmehr wie bei unbeschränkter Steuerpflicht, wobei aber, wiederum mit Ausnahme der Einkünfte aus nichtselbständiger Arbeit, dem zu versteuernden Einkommen der Grundfreibetrag hinzugefügt wird (§ 50 Abs. 1 EStG). Weiterhin erfolgt eine Quellenbesteuerung bestimmter beschränkt steuerpflichtiger Einkünfte nach § 50a EStG, wie z. B. für Künstler, Sportler oder Aufsichtsräte.

### Erweiterte beschränkte Steuerpflicht
Daneben gibt es noch die zeitlich beschränkte erweitert beschränkte Steuerpflicht für deutsche Auswanderer in ein Niedrigsteuerland oder eine Steueroase. Hier werden alle Einkünfte der Einkommensteuer unterworfen, die nicht Ausländische Einkünfte sind; dies sind die Katalogeinkünfte (entsprechend der allgemein beschränkten Einkommensteuerpflicht) sowie hierüber hinausgehende weitere Einkünfte, die aus dem Inland stammen (zum Beispiel Guthabenzinsen aus einem Sparbuch). Hinzu treten bestimmte Einkünfte zwischengeschalteter ausländischer Gesellschaften, die kraft der außensteuerrechtlichen Anordnung wie inländische Einkünfte behandelt werden (§ 5 AStG).

## Körperschaftsteuer
Unbeschränkt körperschaftsteuerpflichtig sind die in § 1 KStG aufgeführten Kapitalgesellschaften usw. mit Geschäftsleitung oder Sitz in Deutschland. Die unbeschränkte Steuerpflicht erstreckt sich bei der Körperschaftsteuer auf das Welteinkommen.
Beschränkte Steuerpflicht liegt vor, wenn sich weder Geschäftsleitung noch Sitz in Deutschland befinden (§ 2 KStG). Die beschränkte Steuerpflicht erfasst lediglich die in der Bundesrepublik erzielten Einnahmen.

## Erbschaft- und Schenkungsteuer
Unbeschränkte Steuerpflicht besteht, wenn entweder der Erblasser, der Schenker oder der Erwerber Steuerinländer sind, wobei die unbeschränkte Steuerpflicht unter den gleichen Voraussetzungen wie bei der Einkommensteuer eintritt, zudem als erweiterte unbeschränkte Steuerpflicht noch bei deutschen Staatsangehörigen fünf Jahre nach ihrem Wegzug aus Deutschland nachwirkt. Dann ist der gesamte Vermögensanfall steuerpflichtig, sonst nur der Vermögensanfall, der in Inlandsvermögen im Sinne des § 121 BewG besteht oder in einem Nutzungsrecht an solchen Gegenständen (§ 2 Abs. 1 ErbStG).
Daneben kennt das Außensteuerrecht auch eine erweiterte beschränkte Erbschaftsteuerpflicht, die unter den gleichen Voraussetzungen wie die entsprechende einkommensteuerrechtliche Pflicht eintritt. 